# کاکون
کاکون روستایی در دهستان پل به بالا بخش سیمکان شهرستان جهرم استان فارس ایران است.

## جمعیت
بر پایه سرشماری عمومی نفوس و مسکن در سال ۱۳۹۵ جمعیت این مکان ۵۸۳ نفر (۱۶۹ خانوار) بوده‌است.